# Karen Chen
Karen Chen (Fremont, 16 augustus 1999) is een Amerikaans kunstschaatsster. Chen vertegenwoordigde haar vaderland op de Olympische Winterspelen 2018 in Pyeongchang en werd er elfde bij de vrouwen.

## Biografie
Chen, de oudste in een Taiwanees-Amerikaans gezin waarvan de ouders in 1995 naar de Verenigde Staten emigreerden, begon in 2005 met kunstschaatsen. Haar drie jaar jongere broer Jeffrey is ook een kunstschaatser. Het was al gauw duidelijk dat zij talent had: in 2011 werd ze nationaal kampioen in de klasse intermediate en het jaar erop herhaalde ze deze prestatie bij de novice. In het seizoen 2012/13 werd ze vierde bij de junioren en maakte ze haar internationale wedstrijddebuut in de juniorenklasse.
Ze schaatste in het seizoen 2013/14 haar eerste Junior Grand Prix-wedstrijden, won er gelijk twee medailles en kwalificeerde zich voor de JGP-finale. Door een breuk in haar rechterenkel, opgelopen tijdens een training, moest ze zich hier echter voor afmelden. Chen zag zich, na de korte kür, ook genoodzaakt terug te trekken van de NK voor junioren. Ze was wel weer hersteld voor de WK voor junioren en werd er negende. Een jaar later, bij de WK voor junioren in 2015, bereikte ze er de achtste plaats. Ondertussen behaalde ze de bronzen medaille bij de NK senioren, maar mocht ze vanwege haar jonge leeftijd niet deelnemen aan de WK en de 4CK.
Chen nam vervolgens twee keer deel aan de 4CK: zowel in 2016 als in 2017 werd ze twaalfde. Bij haar enige deelname aan de WK in 2017 eindigde Chen, die in datzelfde jaar nationaal kampioene werd, op de vierde plaats. Chen won verder in januari 2018 de bronzen medaille bij de olympische kwalificatiewedstrijden en werd daarop - net als haar landgenoten Bradie Tennell en Mirai Nagasu - geselecteerd om deel te nemen aan de Olympische Winterspelen in Pyeongchang. Hier werd ze elfde bij de vrouwen.

## Belangrijke resultaten
| Kampioenschap                                                                | 12/13 | 13/14  | 14/15 | 15/16         | 16/17         | 17/18         | 18/19         | 19/20         | 20/21         | 21/22         |
| ---------------------------------------------------------------------------- | ----- | ------ | ----- | ------------- | ------------- | ------------- | ------------- | ------------- | ------------- | ------------- |
| Olympische Spelen                                                            |       |        |       |               |               | 11e           |               |               |               | 16e · (team)  |
| Wereldkampioenschap                                                          |       |        |       |               | 4e            | t.z.t.        |               |               | 4e            | 8e            |
| Viercontinentenkampioenschap                                                 |       |        |       | 12e           | 12e           |               |               | 7e            | *             |               |
| Nationaal kampioenschap                                                      |       |        | Brons | 8e            | Goud          | Brons         | t.z.t.        | 4e            | Brons         | Zilver        |
| WK junioren                                                                  |       | 9e     | 8e    | geen deelname | geen deelname | geen deelname | geen deelname | geen deelname | geen deelname | geen deelname |
| Junior Grand Prix-finale                                                     |       | t.z.t. |       | geen deelname | geen deelname | geen deelname | geen deelname | geen deelname | geen deelname | geen deelname |
| NK junioren                                                                  | 4e    | t.z.t. |       | geen deelname | geen deelname | geen deelname | geen deelname | geen deelname | geen deelname | geen deelname |
| t.z.t. = trok zich terug / * Afgelast naar aanleiding van de coronapandemie. |       |        |       |               |               |               |               |               |               |               |

- Library of Congress Control Number: no2017160965
- Virtual International Authority File: 7332151353543552720008
- WorldCat: E39PBJpV8vrdVxVft4663vJdQq

2014: Pljoesjtsjenko, Lipnitskaja, Volosozjar/Trankov, Stolbova/Klimov, Bobrova/Solovjov, Ilinych/Katsalapov ·
2018: Chan, Osmond, Daleman, Duhamel/Radford, Virtue/Moir ·
2022: Chen, Zhou, Chen, Knierim/Frazier, Hubbell/Donohue, Chock/Bates